# Wielgolas (gmina)
Wielgolas – dawna gmina wiejska istniejąca przejściowo w XIX wieku oraz w latach 1923–1954 w woj. warszawskim. Nazwa gminy pochodzi od wsi Wielgolas, lecz siedzibą władz gminy był Latowicz, który równocześnie był siedzibą gminy Latowicz. 
Za Królestwa Polskiego gmina Wielgolas należała do powiatu mińskiego w guberni warszawskiej.
Gminę zniesiono w połowie 1870 roku a jej obszar włączono do gminy Łukowiec.
Gminę reaktywowano 26 lutego 1923 roku z niektórych miejscowości zniesionej gminy Łukowiec. W okresie międzywojennym gmina Wielgolas należała do powiatu mińskiego w woj. warszawskim. 1 kwietnia 1939 roku do gminy Wielgolas przyłączono część obszaru gminy Cegłów (gromadę Dzielnik).
Po wojnie gmina zachowała przynależność administracyjną. Według stanu z 1 lipca 1952 roku gmina składała się z 13 gromad: Borówek, Budy Wielgoleskie, Budziska, Chyżyny, Dębe Małe, Dzielnik, Gołełąki, Kamionka, Kozłów, Starogród, Starogród Nowy, Transbór i Wielgolas.
Jednostka została zniesiona 29 września 1954 roku wraz z reformą wprowadzającą gromady w miejsce gmin. Po reaktywowaniu gmin z dniem 1 stycznia 1973 roku gminy Wielgolas nie przywrócono, a jej dawny obszar wszedł w skład reaktywowanej gminy Latowicz.